# Quintessa Swindell
Quintessa Swindell (Nova Iorque, 8 de fevereiro de 1997) é uma atriz norte-americana. Ela é conhecida por seus papéis como Tabitha Foster em Trinkets (2019-2020) e por interpretar Maxine Hunkel/Cyclone em Black Adam (2022).

## Biografia
Swindell nasceu em 8 de fevereiro de 1997 em Nova Iorque e cresceu em Virginia Beach, Virgínia. Ela cursou o ensino médio na Escola de Artes do Governador em Norfolk, Virgínia.

## Vida pessoal
Swindell se identifica como não-binário e usa pronomes eles/eles.

## Filmografia
| Ano       | Título          | Papel                   | Notas                                                                    |
| --------- | --------------- | ----------------------- | ------------------------------------------------------------------------ |
| 2019      | Euphoria        | Anna                    | Episódio: "The Trials and Tribulations of Trying to Pee While Depressed" |
| 2019–2020 | Trinkets        | Tabitha Foster          | Elenco principal                                                         |
| 2021      | Granada Nights  | Amelia                  |                                                                          |
| 2021      | Voyagers        | Julie                   |                                                                          |
| 2021      | In Treatment    | Laila                   | Papel principal (temporada 4)                                            |
| 2022      | Master Gardener | Maya                    |                                                                          |
| 2022      | Black Adam      | Maxine Hunkel / Cyclone |                                                                          |
| 2025      | Premonição 6    | Stefani                 | Papel principal                                                          |